# Platypodanthera
Platypodanthera är ett släkte av korgblommiga växter. Platypodanthera ingår i familjen korgblommiga växter.
Kladogram enligt Catalogue of Life:
| Platypodanthera | \| \| Platypodanthera melissaefolia \| \| \| \| \| \| Platypodanthera melissifolia \| \| \| \| |
|                 | \| \| Platypodanthera melissaefolia \| \| \| \| \| \| Platypodanthera melissifolia \| \| \| \| |
|                 | Platypodanthera melissaefolia                                                                  |
|                 |                                                                                                |
|                 | Platypodanthera melissifolia                                                                   |
|                 |                                                                                                |